# Предгорный (Красноярский край)
Предгорный — посёлок в Назаровском районе Красноярского края России. Входит в состав Степновского сельсовета.

## География
Посёлок расположен в 64 км к югу от райцентра Назарово.

## История
В 1968 г. указом президиума ВС РСФСР поселок отделения № 2 Назаровского совхоза переименован в Предгорный.

## Население
| 2010 |
| ---- |
| 288  |

Гендерный состав
По данным Всероссийской переписи населения 2010 года 144 мужчины и 144 женщины из 288 чел.